# Perisama d'orbignyi
Perisama d'orbignyi är en fjärilsart som beskrevs av Guérin-meneville 1844. Perisama d'orbignyi ingår i släktet Perisama och familjen praktfjärilar. Inga underarter finns listade i Catalogue of Life.